# Svenska Dirigentpriset
Svenska Dirigentpriset till Sixten Ehrlings minne je švédská umělecká cena pro dirigenty, pojmenovaná po švédském dirigentovi Sixtenu Ehrlingovi. Udělují ji společnosti Stockholm Sinfonietta a Öhrlings Pricewaterhousecoopers, ve spolupráci se stockholmskou koncertní síní.

## Seznam laureátů
- 2003 – Johannes Gustavsson
- 2004 – David Björkman
- 2005 – Hans Vainikainen
- 2006 – Marie Rosenmir
- 2008 – Daniel Blendulf
- 2010 – Andreas Lönnqvist
- 2012 – Johannes Liedbergius